# زاغه (آبیک)
زاغه (آبیک)، روستایی از توابع بخش بشاریات شهرستان آبیک در استان قزوین ایران است.

## جمعیت
این روستا در دهستان بشاریات شرقی قرار دارد و براساس سرشماری مرکز آمار ایران در سال ۱۳۸۵، جمعیت آن ۸۶۱ نفر (۲۱۷خانوار) بوده‌است.